# 평균 제곱 오차
통계에서 (관찰되지 않은 양을 추정하기 위한 절차의) 추정기의 평균 제곱 오차(Mean squared error, MSE) 또는 평균 제곱 편차(mean squared deviation, MSD)는 오차 제곱의 평균, 즉 추정된 양 사이의 평균 제곱 차이를 측정한다. MSE는 제곱 오차 손실의 기대값에 해당하는 위험 함수이다. MSE가 거의 항상 양수(0이 아님)라는 사실은 무작위성 때문이거나 추정기가 더 정확한 추정치를 생성할 수 있는 정보를 고려하지 않기 때문이다. 기계 학습, 특히 경험적 위험 최소화에서 MSE는 실제 MSE(실제 위험: 실제 인구 분포의 평균 손실)의 추정치로서 경험적 위험(관찰된 데이터 세트의 평균 손실)을 참조할 수 있다.
MSE는 추정기의 품질을 측정한 것이다. 유클리드 거리의 제곱에서 파생되므로 오차가 0에 가까워질수록 감소하는 항상 양의 값이다.
MSE는 오류의 두 번째 모멘트 (수학)(원점에 대한)이므로 추정기의 분산(추정치가 한 데이터 샘플에서 다른 데이터 샘플로 얼마나 널리 퍼져 있는지)과 편향(평균 추정값이 얼마나 멀리 떨어져 있는지)을 모두 통합한다. 실제 값에서). 편향되지 않은 추정량의 경우 MSE는 추정량의 분산이다. 분산과 마찬가지로 MSE는 추정되는 수량의 제곱과 동일한 측정 단위를 갖는다. 표준 편차와 유사하게 MSE의 제곱근을 취하면 평균 제곱근 오차 또는 RMSE 또는 RMSD(평균 제곱근 편차)가 산출되며, 이는 추정되는 수량과 동일한 단위를 갖는다. 편향되지 않은 추정량의 경우 RMSE는 표준 오차로 알려진 분산의 제곱근이다.

## 같이 보기
- 편향-분산 트레이드오프
- 과적합
- 최대 신호 대 잡음비